# ナミ (ONE PIECE)
ナミ（Nami）は、尾田栄一郎の漫画『ONE PIECE』に登場する架空の人物。

## 人物
「麦わらの一味」航海士。異名は「泥棒猫」。ルフィの2人目の仲間。「東の海（イーストブルー）」のコノミ諸島・ココヤシ村出身。一人称は「私」。

### 容姿
オレンジ色の髪と左上腕部のタトゥーが特徴の、才色兼備の美女。新世界編では髪が伸び、ウェーブがかかったロングヘアーになっている。アーロン一味の証であるタトゥーを付けていた頃は肩の露出を控えていたが、アーロンパーク編でみかんと風車を掛け合わせたタトゥーに上書きして以降は、露出度が高い服装が多くなった。覗きにはきつい罰を与える。

### 才能
幼少時から海図を描く能力に長けており、「自分の目で見た世界中の海図を描くこと」を目標としている。作中で海図を描いているシーンはあまり見られないが、昼間は航行の指示を出すため甲板に出ていることが多く、夕食の後に描くことを日課にしている。「体で天候を感じ取ることができる」天性の才能に加え、「偉大なる航路」の出鱈目な気象にも対応できる航海術と、膨大な知識を持っている。船の操舵の指揮を執るため、麦わらの一味においては司令塔とも言える存在。ロビンほどではないが、様々な分野（医学など）の豊富な知識も持っている。
また、わずかな波にも翻弄される「ウェイバー」をも簡単に乗りこなすことができる（一味ではナミ以外は操縦できない）。
手先が器用で、裁縫やスリの腕前をしばしば発揮している。

### 嗜好
大好きなものはお金と宝とみかん。当初は宝の概念を「高級品」だと捉えていたが、次第に意味を理解していき、ベルメールのみかん畑から移したみかんの木を、ルフィにとっての麦わら帽子と同等の宝物と捉えるようになった。一味の男達は「手をつけたらナミに殺される」という理由でたとえ飢死しそうになってもこのミカンを食べようとはしないらしい。
お金に関しては非常にがめつく、金銭が絡むと目の色が変わる。金銭管理も彼女の主な仕事となっており、脅迫や色仕掛けを駆使した交渉にも長ける。
ゾロと並ぶ大の酒豪で、一味内での酒の強さはゾロに次ぐ3番目。彼女が作る家庭料理は美味しいらしく、サンジが入団する前に一度だけ料理を作った事があるが、有料で値段も高いので二度と頼まなかったらしい。ショッピングも好き。幽霊の類や虫は苦手である。

### 性格
基本的にはしっかり者で飲み込みが早い。そのため一味の中ではツッコミ役に回ることが多く、仲間がふざけているとゲンコツを食らわすこともある。
ウソップやチョッパーと同様、戦いにはやや消極的である。強敵の存在を知ると彼ら共々引き上げるようルフィ達を説得しようとする。また、自分の命が惜しいため、懸賞金が上がるたびにショックを受けている。勝気な性格だが臆病な面もあり、危機が迫ると主にルフィ、ゾロ、サンジに頼りがちである。
母親代わりのベルメールを海賊のアーロン一味に殺されて以来、海賊を憎んでいるが、麦わらの一味の仲間は芯から大切に思っている。友を助けるためなら全財産を注ぎ込むことも厭わず、その手段さえも通じなかった時は仲間を救えなかった悲しみに打ちひしがれる情愛を持っている。場合によっては騙し討ちなどの卑怯な手段をとることもあるが、善良な人間が不幸になることには嫌悪を抱く。また、大切な仲間や友達、特に子供を傷つけた相手に対しては激しい怒りを露わにする。
麦わらの一味の仲間のことは呼び捨てにしているが、サンジのみ「サンジ君」と君付けで呼ぶ。
ネーミングセンスが悪く、ルフィのように見た目の印象から名付けることが多い。

## 関係者
ベルメール
ナミの養母。元海兵。
海兵時代に戦場で幼いノジコとナミを見つけ、退役後、故郷のココヤシ村で2人を自分の娘として育てた。アーロン一味による襲撃の際、2人との家族関係が途切れることを拒み、2人を庇ってアーロンに射殺された。
ノジコ
ナミの義姉。ナミより2歳年上。
ナミと同じく戦災孤児。幼少期、ナミと共にベルメールの元へ引き取られ、血の繋がりはなくとも3人で家族として過ごした。ナミがアーロン一味に加入し、肩にアーロン一味のタトゥーを彫られた時は、彼女の苦しみを共有するため自分もタトゥーを彫った。ナミが麦わらの一味としてココヤシ村を旅立つ際に自分の腕輪を譲った。
ゲンゾウ
ココヤシ村の駐在。ナミやノジコにとって、父親代わりとも言える存在。
アーロン
アーロン一味船長。
10年前、コノミ諸島に現れココヤシ村含む町村を支配。住人たちへの見せしめとして金を払えなかったベルメールを射殺し、ナミの海図を描く才能に目をつけて無理矢理一味に加入させ、10年間ナミを苦しめ続けた。しかし、ナミの悲痛な思いを知り怒りが頂点に達したルフィに倒された。
ローラ
ローリング海賊団船長。
スリラーバークでローラの影が入ったゾンビがナミと友達になり、後に本物のローラもナミと親友となった。別れ際、母ビッグ・マムのビブルカードの一部に自分のサインを書きナミに渡した。このビブルカードは、ホールケーキアイランドでホーミーズの大群を制圧する効果を発揮した。

## 来歴

### 過去
「東の海」オイコット王国の戦災孤児で、1歳の時に当時海兵だったベルメールに拾われ、後の義姉となるノジコと共に養女となる。以後ベルメールの故郷であるココヤシ村に住み、3人で暮らしていた。この頃から独学で航海術を学び、いつか自分の目で見た世界地図を作ることを夢見ていた。ベルメールからは橋の下に落ちていたところを拾ったと聞かされていたが、彼女と喧嘩し家出したとき、ゲンゾウから自分が拾われた本当の経緯を知った。
10年前（当時10歳）、ココヤシ村が魚人海賊団アーロン一味の襲撃を受ける。村人に貢ぎ金を要求するアーロンに、ベルメールは全財産をナミとノジコの分として差し出し、身代わりとして2人の目の前で殺されてしまう。ナミはその知識を買われ、アーロン一味の下で測量士として海図を描かされることになる。同時にアーロンと「ココヤシ村を1億ベリーで買い取る」という取り決めを交わしたナミは、村民達から白い目を向けられつつも、資金集めのため「海賊専門の泥棒」を開始する。
以下は劇場版『ONE PIECE FILM GOLD』における設定である。泥棒として活動していた頃、同年代の女泥棒カリーナと出会う。彼女とは憎まれ口を叩き合いながらも、どこか憎みきれない奇妙な関係だった。14歳の時にマッド・トレジャーの財宝を奪うためトレジャー海賊団のアジトに潜入し、同じく潜り込んでいたカリーナと遭遇し2人で宝を隠したが、揃って捕まってしまい激しい拷問を受ける。ナミは故郷を救うため口を割らなかったが、カリーナは自分が貯めた金の代わりに2人の命を見逃してほしいと懇願する。トレジャーはカリーナに日没までに金を取って来いと告げ解放するもカリーナは戻ってこなかった。ナミは自分の宝を差し出す代わりに命を見逃してほしいと取り引きを持ちかけたが、隠し場所に宝はなくカリーナに盗まれていた。取り引きが白紙になりナミは絶望するが、そこへカリーナが現れ、ナミとトレジャー双方の宝を手にしたことを告げて挑発し、苛立ったトレジャーはカリーナを追いかけていった。ナミは宝を失ったものの、囮となったカリーナのおかげで命を取り留めた。

### サバイバルの海 超新星編
東の海編
「偉大なる航路」に入って大物海賊の宝を狙うため、オレンジの町でバギー海賊団から「偉大なる航路」の海図を奪う。バギーの部下から逃げていた際に、ルフィと遭遇。バギーの部下を倒したルフィの強さを見て手を組もうとするが、彼が海賊だと知ると態度を一変させ、ルフィをバギーに引き渡す。バギーからルフィを殺すよう命じられたが拒否し、バギーの部下達と戦いになったものの、乱入したゾロのおかげで逃亡に成功。バギー一味との2度目の戦いでは、宝を盗んでいるところをバギーに見つかるが、ルフィの攻撃で難を逃れ、バギーのバラバラパーツの大部分を奪い取ることで、ルフィを勝利に導いた。以降、ルフィと手を組み行動を共にすることになる。
シロップ村ではクロネコ海賊団との戦いに加勢。ジャンゴに眠らされたルフィを起こし、奪われていたゾロの刀を取り返す活躍を見せた。
シロップ村を出港後、賞金稼ぎのヨサクとジョニーに出会い、壊血病に苦しんでいたヨサクを医療知識で助け、彼らの案内で海のコックを求め海上レストラン「バラティエ」に向かう。クリーク海賊団が「バラティエ」に来襲した際、ヨサクとジョニーからアーロン一味が再び暴れ出したことを聞くと、一人お宝を持ってメリー号を奪い、ココヤシ村へと戻る。
アーロンパークに戻ると、アーロン一味に捕まったゾロを密かに解放し、後に捕まったウソップも殺したふりをして逃がす。ココヤシ村まで自分を追ってきたルフィ達に対しては、危険な目に遭わせないよう、敢えて突き放す言動をとった。ココヤシ村を買い取るための資金を9300万ベリーまで貯めるが、アーロンに裏切られ、アーロンと通じていたネズミ大佐に資金を全て没収されてしまう。8年の苦労が無駄に終わり絶望の淵に立たされたナミはルフィに助けを求める。ナミの悲痛な思いを受け取ったルフィ達によってアーロン一味は倒され、アーロンの束縛から解放されたナミは正式にルフィ達の仲間に加わる。この時左肩に入れていたアーロン一味の印の刺青を消し、みかんと風車（それぞれベルメールとゲンゾウに由来）をモチーフにしたタトゥーに変えた。また、旅立つ前にノジコからブレスレットを貰い受けている。旅立ちの際、ココヤシ村の住人から財布を抜き取るというナミらしい別れ方で村を飛び立った。
ローグタウンでは買い物をしている途中、嵐が来ることを察知し急いで出港準備を進める。バギー海賊団やスモーカー率いる海軍の部隊を振り切り「偉大なる航路」へ突入する。
アラバスタ編
双子岬では、クロッカスから「偉大なる航路」の航海に不可欠な「記録指針」を譲り受けた。ウイスキーピークで、アラバスタ王国護衛隊長イガラムから王女ビビの護衛を依頼され、アラバスタに送り届けるまで一味に迎え入れた。リトルガーデンでは、ウソップと共に船番をしていたが、ビビを追ってきたMr.3らに囚われてしまう。彼の能力で蝋人形にされそうになったが、ウソップ達の活躍で助かり、ビビと共にミス・バレンタインを撃破した。
その後、島にいた有毒のダニ「ケスチア」に刺され、40度を超える高熱に苦しみ、医者を探すため進路変更を余儀なくされる。立ち寄ったドラム島で島唯一の医者・Dr.くれはに治療してもらい完治した。
アラバスタ上陸前、戦闘の第一線に加わる決意を固め、ウソップに専用の武器の製造を依頼した。レインベースでは、クロコダイルがいるカジノ「レインディナーズ」で檻に囚われるが、サンジによって解放された。アルバーナではミス・ダブルフィンガーと対峙。最初はウソップに作ってもらった「天候棒」の扱いに慣れず苦戦するも、「天候棒」の隠された性能を最大限に活用し勝利を収めた。
空島編
空島では、不法入国などの罪によりゾロ・チョッパー・ロビンと共に「生け贄」として祭壇に連行され、「神の島」に上陸。その後の探索で「神の島」が地上のジャヤの片割れであり、黄金郷が空にあることを突き止めた。
サバイバルでは、脱出組としてメリー号に残るが、うわばみ・ノラから逃走する際、誤ってアイサと共に「神の島」に入ってしまう。神兵から逃げながら上層遺跡に辿り着くもノラに飲み込まれ、そこで同じく飲み込まれていたルフィと再会。脱出後、ゾロ達が神・エネルに敗れたことで、エネルについていき方舟マクシムに乗船。サンジとウソップの協力によりマクシムから脱出し、エネルを倒すためルフィに協力した。
ウォーターセブン編
ロングリングロングランドでのフォクシー海賊団との「デービーバックファイト」では、ウソップ・ロビンと共に第1戦「ドーナツレース」に出場。島周辺の複雑な潮の流れを的確に読み、抜群の指揮力を発揮したが、フォクシーのノロノロの実の能力で妨害され敗北した。
ウォーターセブンでは、メリー号を修理するため、空島で手に入れた黄金を換金し、造船会社「ガレーラカンパニー」を訪ねるも、メリー号がすでに航海不能状態であることを知らされた。その翌日、ロビン脱退の真相を知るべく、ガレーラカンパニー本社に乗り込むが、ルフィ達はCP9に敗れ自身も本社から投げ出される。意識回復後、アイスバーグからロビンの真意を知り、裏町の家に挟まれ身動きが取れなくなっていたルフィにロビンの真意を伝えた。
エニエス・ロビーでのCP9との戦いでは、最初にクマドリと対峙するも全く歯が立たず、助太刀に来たチョッパーに相手を任せ、サンジを倒したカリファと対峙。強化した「完成版"天候棒"」を駆使し、カリファを撃破する。事件後、「泥棒猫」の異名で1600万ベリーの懸賞金がかけられた。ただし本人は、賞金首になったことと、街の雑誌に載せると騙され撮影された写真が手配書に使われたことに対してショックを受けていた。
スリラーバーク編
スリラーバークでは、ウソップ・チョッパーと共に先に上陸。四怪人の一人アブサロムに気に入られ誘拐されてしまい、意識を失った状態で無理矢理結婚式をさせられそうになる。救出にきたサンジがアブサロムを倒すも、再び立ち上がったアブサロムにまたも連れ去られる。だがゾンビのローラの介入によって逃走に成功すると、アブサロムを倒し自分を逃がしてくれたローラの敵を討った。その後、一味総出でルフィの影を入れられたスペシャルゾンビ・オーズを撃破した。モリア戦後、影が戻ったローラと意気投合し、彼女から彼女の母親のビブルカードをもらった。
頂上戦争編
魚人島への航海で行き詰まった際に、元アーロン一味幹部はっちゃんと再会。現在も完全にはっちゃんのことを許しているわけではないが、改心したことは認めている。
シャボンディ諸島ではロビンとショッピングをしていたが、ケイミーが人間オークションにかけられたことを聞き、オークション会場に乗り込む。その後、パシフィスタを一味総出で撃破するが、その直後に現れた大将黄猿らの猛攻に追い詰められ、くまによって天候を科学する小さな空島「ウェザリア」に飛ばされた。そこでしばらく気象科学を学んでいたが、新聞でマリンフォード頂上戦争のことを知り、シャボンディ諸島への急行を決意。しかし、後日の新聞に載っていたルフィの「16点鐘」に隠されたメッセージを読み取り、引き返す。そして新世界の天候に対応するため、本格的に気象科学を学ぶ。

### 最後の海 新世界編
魚人島編
ハレダスたちにシャボンディ諸島まで送り届けてもらって3番目に到着し、麦わらの一味の仲間と再会する。
魚人島では、リュウグウ王国国王ネプチューンより竜宮城に招待される。そこにアーロンの意思を継ぐ新魚人海賊団が現れ、戦闘をゾロたちに任せ、ケイミーと共に竜宮城を脱出。海の森でアーロンを東の海へと解き放った張本人である元・王下七武海ジンベエと出会い、アーロンの件で罪悪感を抱いていたジンベエを慰めた。ギョンコルド広場ではジンベエからの頼みで、天竜人への書状と拘束された王族の錠のカギを奪い、新魚人海賊団と交戦した。
パンクハザード編
パンクハザードでは、サニー号に待機していたが、船上で眠らされシーザーの部下に誘拐される。研究所内でシーザーの実験に利用されていた子供たちと遭遇し、家に帰りたいという彼女たちの頼みを受け子供たちの救出を決意。研究所から脱出したところ、ローの能力で精神を入れ替えられ、フランキーの身体に入る。ルフィたちと合流した後、フランキーの身体を狙うCOOLブラザーズに攫われるが、ルフィに助けられる。ルフィとローが同盟を結んだ際、今度はサンジの身体に入ることになる。シーザーに取り返された子供たちを助け出すため、茶ひげに乗ってシーザーの研究所に乗り込み、ルフィたちと合流。そこで、ローにより元の身体に戻された。研究所脱出後、ベビー5とバッファローをウソップとの連携で撃破。シーザー捕縛後、たしぎに子供たちを託した。
ドレスローザ編
ドレスローザでは、「サニー号安全確保チーム」として船番をする。ジョーラに襲撃され、芸術作品に変えられてしまったが、ブルックの活躍で元に戻る。ローからシーザーを預けられ、ドレスローザに戻ろうとしたが、四皇ビッグ・マムの海賊船が現れたことで、一足先に次の目的地「ゾウ」に向かう。
ドレスローザ編後、懸賞金が6600万ベリーに上がる。手配書の写真はまたも色っぽいポーズになっているが、これも雑誌の表紙に載せたいと騙されて撮られたものである。
ゾウ編
ビッグ・マム海賊団から逃げ切り、その翌日「ゾウ」に上陸。森を散策中、ミンク族のトリスタンを追い回す百獣海賊団のシープスヘッドを退ける。ジャックに制圧されたモコモ公国の惨状を目の当たりにし、ワンダの悲痛な叫びを聞いたことでミンク達を全員助けることを決意し、救護活動に努めた。これによりワンダをはじめミンク達から恩人として感謝され、友好の証としてワンダと衣装を交換し、モコモ公国の装飾がなされた衣服を貰った。
ルフィ達がゾウに到着する2日前、ゾウに上陸してきたビッグ・マム傘下のベッジにサンジを連れて行かれてしまう。ルフィ達が到着するとそれまでのことを話し、サンジが連れて行かれた責任をとるため、サンジ奪還に同行する。
ホールケーキアイランド編
ホールケーキアイランドの「誘惑の森」で、ブリュレや将星クラッカーに襲撃される。その時に、ローラがビッグ・マムの娘であるということ、ローラから受け取ったビブルカードがビッグ・マムの魂が宿った特別なものであることを知る。ビブルカードを恐れるホーミーズを従わせて利用し、水に弱いクラッカーの「ビスケット兵」を弱体化させることでルフィを援護した。
クラッカー撃破後、サンジと再会し連れ戻そうとするが、事情を隠すサンジに撥ね付けられる。クラッカーの仇討ちの軍隊に敗れ、モンドールの本の牢獄に入れられてしまうが、ジンベエに救出される。その後、チョッパーらと協力し、ビッグ・マムに捕まったブルックを救出した。
結婚式当日、ホールケーキ城崩壊に乗じて会場から脱出した後、キングバームを再び味方につけ、さらに雷雲ゼウスを利用した攻撃で追っ手に大打撃を与える。サニー号に乗り込んできたビッグ・マムとの戦いでは、ブルックと連携してゼウスを捕らえ、下僕にする。
ワノ国編
新米くの一「おナミ」として、ベテランくの一のしのぶと行動を共にする。ロビンがオロチ城に呼ばれると護衛として潜入し、ロビンの逃走を援護した。翌日、花の都の湯屋で取り締まりに現れたホーキンスに発見されるが、サンジに助けられ、えびす町に避難。康イエ処刑後、ベポから新しい判じ絵を受け取り、九里で錦えもんに届けた。
鬼ヶ島への討ち入りでは、遊郭でビッグ・マムに見つかってしまい、ゼウスを奪い返されてしまう。ドクロドームでは、ウソップと共にうるティ・ページワンと交戦。2人にはまるで敵わず止めを刺されそうになるが、うるティがお玉に危害を加えたことに怒り、ゼウスとの協力でうるティを撃破。ビッグ・マムに見限られ、「魔法の天候棒」と一体化したゼウスを正式に相棒にした。
ワノ国編後、懸賞金が3億6600万ベリーに上がる。
エッグヘッド編
サニー号を襲撃してきたDr.ベガパンクの「猫」リリスの案内で、エッグヘッドの研究所に招かれる。失踪したベガパンク「本体」の捜索途中、セラフィムのS-ベアの襲来に遭うも、サンジに助けられる。セラフィムを制圧した後は、研究所の裏口にてウソップ達と待機し、ロビンを守るため仲間と共にサターン聖に立ち向かった。
エルバフ編
エルバフへ向かう航路でロードに誘拐され、ブロックの国に閉じ込められるも、猛獣達や「太陽神」ロードに雷を浴びせて脱出し、巨人達の案内でエルバフを探検する。ロキの錠の鍵を探しに行くルフィとゾロに宝目当てで同行し、村に戻るとアウルスト城で起きていた異変を報告する。

## 武器・技
アラバスタ編までは、三節棍のような3本に分割できる折りたたみ式の棒を武器として使用していた。ルフィ達と旅を続けていく内に戦闘面での重要性を痛感し、アラバスタ編以降はウソップ製作の「天候棒（クリマ・タクト）」を駆使して戦闘に加わっている。最初に天候棒を使用して戦ったミス・ダブルフィンガーも、ナミのことを戦闘に関して全くの素人ではないと認めていた。
超人が多い麦わらの一味においては、肉体的には常人の域を出ていないが、頭の回転の速さや豊富な知識、そして非力さをフォローする天候棒を組み合わせる事で、戦闘での活躍を見せるようになった。

### 天候棒（クリマ・タクト）
アラバスタ到着前、強敵と渡り合う戦闘力を得るためウソップに頼んで開発してもらった3本の棒形の武器。一本の長棒として繋げることもできる。「アラバスタ編」で初使用。
吹いたり振ったりすることで、それぞれの棒の空洞から「熱気泡（ヒートボール）」「冷気泡（クールボール）」「電気泡（サンダーボール）」という、3種類の小さな気泡を出すことが可能。この気泡を組み合わせることで周りの気圧・温度・湿度を操作し、人工的に蜃気楼を発生させるなど天候を利用した戦闘を行えるようになった。
ウソップの意図としてはあくまで「宴会芸用アイテム」の域を出ず、当初は実用的な技の発動に時間がかかっていた。最初の戦闘では説明書を読みながら使用していた。技名の「テンポ（Tempo）」とは、イタリア語で「天気」の意。
ファイン=テンポ
ウソップが宴会用に考案した技。対ミス・ダブルフィンガー戦で使用。天候棒を三角形に組んでボタンを押すと、2匹の鳩が飛び出てくる。
クラウディ=テンポ
ウソップが宴会用に考案した技。対ミス・ダブルフィンガー戦で使用。小銃の形に天候棒を組んでボタンを押すと、銃口の部分から花が出てくる。
レイン=テンポ
ウソップが宴会用に考案した技。「アラバスタ編」で初使用。3本の天候棒それぞれのボタンを押すと、噴水のように水が飛び出る（ミス・ダブルフィンガー曰く「水芸」）。次の技に繋げるのに湿度を上げるために使った。対カリファ戦では「熱気泡」と「冷気泡」によって作り出した雨雲から雨を降らせる技に変わった。
サンダー=テンポ
ウソップが宴会用に考案した技。対ミス・ダブルフィンガー戦で使用。Yの字型に天候棒を組んでボタンを押すと、ボクシンググローブが飛び出てくる。
サイクロン=テンポ
ウソップが宴会後の余興（ブーメラン遊び）のつもりで考案した技。「アラバスタ編」で初使用。2本を十字に交差させた天候棒をブーメランのように投げ、「熱気泡」と「冷気泡」を利用して気流を発生させ、回転が止まると人が吹き飛ぶほどの爆風を起こす。
トルネード=テンポ
「ウソップが考案した」天候棒の技の中では一番強力な技。T字型に天候棒を組むと、棒の両端から鳩のオモチャがついたワイヤーが飛び出し、相手の体に絡みつきながら棒が高速回転して敵を吹き飛ばす。対ミス・ダブルフィンガー戦で使用。見た目とは裏腹に威力は高いが、一度発動するとワイヤーが絡まるため、実質1発限りの技である。
サンダーボルト=テンポ
生み出した雷雲に電気泡を当てて雷を落とす。「アラバスタ編」で初使用。気象学を熟知したナミだからこそ成し得た技であり、開発者のウソップにとっても想定外だった。
フォッグ=テンポ
冷気泡を炎とぶつけて爆発的に大量の霧を発生させる。対ホトリ戦で使用。
蜃気楼（ミラージュ）
冷気泡の強烈な冷気を利用して周囲の空気との間に著しい温度差を発生させ、自身の「蜃気楼」を作る。敵の攻撃の回避に利用。対ミス・ダブルフィンガー戦で使用。この時点では明確な技名は無かった。
サンダーストーム=テンポ
アニメオリジナル。熱気泡と冷気泡で作り出した小さな雷雲に三角にした天候棒を投げ入れて、小さな雷を落とした後、雨を降らせる。

### 完成版“天候棒”（パーフェクト クリマ・タクト）
空島編の後、ウソップが「貝（ダイアル）」を使用して全体的に強化した天候棒。各棒の先端に「貝」を仕込んだ球状の部位が存在する。技の発動速度・威力が共に段違いに強化されており、海軍の佐官クラス相手にも十分戦闘が可能になった。劇場版第7作『カラクリ城のメカ巨兵』ではウソップが制作する光景が描かれている。
サンダー=チャージ
完成版"天候棒"の先に電気を集中させる。「エニエス・ロビー編」で初使用。
風速計（スイングアーム）
「サンダー=チャージ」で電気を帯びた天候棒を相手にぶつける。「エニエス・ロビー編」で初使用。

クラウディ=テンポ
雲を発生させる。「エニエス・ロビー編」で初使用。天候棒が強化される前は完全な宴会芸用の技であったが、戦闘用の技に昇華された。
レイン=テンポ
「クラウディ=テンポ」で発生させた雲に冷気泡を当てて凝結させ、雨を降らせる。対カリファ戦で使用。こちらも天候棒の強化に際し戦闘用の技に昇華されている。
サイクロン=テンポ
強化前のものと同様の技であり、それほど派手な強化は成されていない模様。「エニエス・ロビー編」で初使用。先端の球体により重量の関係で投げた際に手元に戻ってこなくなっている。
サンダーボルト=テンポ
強化前と同様の技だが発生速度・威力ともに大幅に強化されており、敵味方関係なく無差別に攻撃するほどの攻撃範囲を獲得した。「エニエス・ロビー編」で初使用。発生する雲を小規模にして単体攻撃に使う事もできる。
クール=チャージ
冷気を天候棒上の1点に集中させる。対カリファ戦で使用。
蜃気楼（ミラージュ）=テンポ
冷気を利用して周囲の空気との間に著しい温度差を発生させ、「蜃気楼」を作る。対カリファ戦で使用。
蜃気楼=テンポ"幻想妖精（ファタ・モルガナ）"
「クール=チャージ」による強力な冷気を利用し、体型の違う複数の分身を発生させる。対カリファ戦で使用。身体のみならず、自身の攻撃も分身する。
黒雲（ダーククラウド）=テンポ
2本の天候棒を使って激しい気流を含む小規模な黒雲を発生させる。「エニエス・ロビー編」で初使用。
雷光槍（サンダーランス）=テンポ
「黒雲=テンポ」で作り出した黒雲と「サンダー=チャージ」状態の天候棒の間を電流で繋ぎ、その間にいる敵を槍で貫くように打ち抜く。「エニエス・ロビー編」で初使用。CP9やパシフィスタ相手にすら大ダメージを与えるほどの威力。
サイクロン=バースト
アニメオリジナル。「完成版"天候棒"」にウェザリアの風の結び目をつなげ、「サイクロン＝テンポ」と同時に風の結び目を解くことで、巨大な低気圧をも吹き飛ばしてしまうほどの強力な風を発生させる。

### 魔法の天候棒（ソーサリー・クリマ・タクト）
新世界編から使用。ウェザリアの「天候の科学」による知識で強化された天候棒。「完成版"天候棒"」から従来の棒状に戻った。
「ゾウ編」でウソップによりさらに改良が加えられ、ポップグリーンの効果により握る力加減で自在に伸縮する機能が追加された。表面はフランキーが加工しており、色も水色から橙と白の縞模様になった。見た目は短い一本の棒で、両端に半球状の飾りが付いている。ワノ国編でビッグ・マムの雷雲のホーミーズ「ゼウス」の魂が入り込み一体化したことで雷の力が大幅に強化された。また、ゼウスの意志で棒そのものの形状もトゲを生やすなど自在に変化させることができるようになり、打撃武器としても使えるようになった。
突風（ガスト）ソード
分離させた天候棒を突き出し、作り出した気泡から強烈な突風を放って相手を吹き飛ばす。「魚人島編」で初使用。「パンクハザード編」では、ガスを吹き飛ばした。
ブラックボール
天候棒から雷雲の性質を持った小さな気泡を発生させる。「魚人島編」で初使用。
雷雲（ライウン）=ロッド
ブラックボールで発生させた気泡を雷雲に変化させ、それを鞭状に繋げて周囲の敵を攻撃する。「魚人島編」で初使用。
正電荷ブラックボール
正電荷を持つ小さな気泡を発生させる。対ゼウス戦で使用。
シャワー=テンポ
温水を降らす小さな雨雲を発生させる。「パンクハザード編」で使用。
ミルキーロード
海雲で雲の道を発生させる。ただし、青海の環境上長くは持たない。パンクハザード侵入時に使用。
雷雲の罠（サンダー・トラップ）
雷雲を作り出し、近づいた相手に電撃を浴びせる。対小型竜戦で使用。
熱卵（ヒートエッグ）
分離させた天候棒の先端から、熱い空気の塊を放つ。対モネ戦で初使用。
ミルキーボール
球状の海雲を作り出す。「パンクハザード編」で子供妨害時に使用。
天候の卵（ウェザーエッグ）
天候棒から卵状のカプセルを生み出し、その中から気象現象を発生させる。「パンクハザード編」で初使用。
サンダーブリード=テンポ
「天候の卵」で発生させた雷雲から雷を落とす。天候棒を操作することで、相手に必中させられる。「パンクハザード編」で初使用。
レイン=テンポ
「天候の卵」で発生させた雨雲から雨を降らせる。対ビッグ・マム海賊団戦で使用。
レイン=スパーク
小さな雨雲を発生させ雨を降らせる。対クラッカー戦で使用。
ゼウスブリーズテンポ
ホーミーズである雷雲ゼウスを利用した技。大量の雷雲が詰まった「天候の卵」を食べ巨大化したゼウスを、天候棒の動きに合わせて操り、凄まじい威力の雷を落とす。対ビッグ・マム海賊団戦で使用。
忍法 雷霆（にんぽう らいてい）
「天候の卵」を食べさせ大きな雷と化したゼウスを相手にぶつける。「ワノ国編」で初使用。ゼウスが天候棒と一体化した後は「天候の卵」からゼウスが出現し、相手を追尾して確実に仕留めることが可能になった。
サンダーボルト=テンポ
強化前と同様の技。
雷光槍（サンダーランス）=テンポ
強化前とは違い、黒雲と自分で敵を挟まず、自分の背後の空中に黒雲を作り出し、そこから前方の相手に向けて雷を飛ばす。対うるティ戦で使用。
トルネード=テンポ
強化前とは完全に違う技で、棒の周囲に出現した気泡が回転し、大きな突風を前方に発射する。対うるティ戦で使用。

### 連携技
雷骨剣 革命舞曲ボンナバン（らいこつけん ガボットボンナバン）

忍法エクトプラズムサンダー
アニメオリジナル。ナミは「雷雲=ロッド」を、キャロットは「エレ爪」を使い攻撃する。「ワノ国編」でホーミーズに対して使用。

## プロフィール
- 所属：魚人海賊団アーロン一味幹部→麦わらの一味航海士
- 懸賞金：1600万ベリー→6600万ベリー→3億6600万ベリー
- 出身地：東の海 コノミ諸島 ココヤシ村[注 4]
- 年齢：18歳[13]→20歳
- 誕生日：7月3日[14]
- 身長：169cm（超新星編）[15]→170cm（新世界編）[16]
- スリーサイズ：B86・W57・H86（東の海編）[17]→B95（Iカップ[18]）・W55・H85（ウォーターセブン編）[19]→B98（Jカップ）・W58・H88（新世界編）[20]
- 星座：かに座[16]
- 血液型：X型[21]
- 好きな島と季節：春島の夏[22]
- 入浴頻度：毎日[23]
- 就寝・起床時間：午後11時 - 午前7時[24]
- 電伝虫の番号：7373-737373[25]
- 食事関連
  - 好きな食べ物：みかん、フルーツ全般[26][注 15]
  - 嫌いな食べ物：オランジェット（フルーツはそのまま食べたい）[28]
  - 得意料理：鴨肉のロースト みかんソース[29][注 16]
  - 氷：食べない[30]
  - 目玉焼きの好み：片面・半熟、オレンジソース[31]
  - ワノ国の好物：おしるこ[25]
  - 一味内での酒の強さランキング：3位[3]
- イメージ関連
  - イメージ動物：ネコ[32]
  - イメージナンバー：03、73（ナミ）[33]
  - イメージカラー：    オレンジ[33]
  - ニオイ（チョッパー談）：みかん（と金）のニオイ[33]
  - 家族に例えると：長女[34]
  - イメージ花：ヒマワリ[35]
  - イメージ国：スウェーデン[36]
  - 都道府県に例えると：愛媛県[37]
  - 職業に就いていたとしたら：保育士[38]
- 人気投票：5位（第1回・第2回）→7位（第3回）→6位（第4回）→8位（第5回・第6回）→3位（第7回）[39]

## キャスト
声優
- 岡村明美（テレビアニメ版、実写ドラマ版・吹替）
- 山崎和佳奈（テレビアニメ版・代役〈第70話から第78話まで〉）
- 豊口めぐみ（OVA『倒せ!海賊ギャンザック』）

俳優
- 市川春猿（『スーパー歌舞伎II ワンピース』2015年 - 2016年）
- 坂東新悟（『スーパー歌舞伎II ワンピース』2017年 - 2018年）
- 泉里香（IndeedコラボCM、2018年）
- エミリー・ラッド（実写ドラマ版）

アイスショー
- 本田望結（ONE PIECE ON ICE（ワンピース・オン・アイス）〜エピソード・オブ・アラバスタ〜）

担当声優の岡村明美によると、オーディションでのシーンはアーロンパーク編のルフィとナミの場面だったという。

## その他
2021年7月31日、2016年に発生した熊本地震からの復興プロジェクトである「麦わらの一味 ヒノ国復興編」の一環として、「俵山交流館 萌の里」（阿蘇郡西原村）に等身大のナミの銅像が設置された。
アニメ キャラクター事典「キャラペディア」で「アニメファンが選ぶ『もっとも魅力的なアニメ漫画の巨乳キャラ』」第1位に選ばれた。

### 他作品への出演
CROSS EPOCH
ドラゴンボールとのコラボ漫画。ブルマと共に宇宙強盗をしており、ブルマを「姉さん」と呼んでいる。
外部出演ゲーム作品
- ジャンプスーパースターズ
- バトルスタジアム D.O.N
- ジャンプアルティメットスターズ
- 荒野行動
- モンスターストライク
- パズル&ドラゴンズ
- グランブルーファンタジー